# Biblioteca da Universidade de Princeton
A Princeton University Library é a biblioteca principal da Universidade de Princeton. É sediada no edifício da Harvey S. Firestone Memorial Library, em homenagem ao magnata Harvey Firestone.

## Biblioteca Firestone

### Coleções especiais
Além de suas coleções de estantes abertas, a Firestone também abriga o Departamento de Coleções Especiais, que inclui a Biblioteca Scheide, agora uma parte permanente das coleções da biblioteca após a morte de William H. Scheide. Essa é a maior doação da história da história da Universidade. Também faz parte das coleções especiais a Cotsen Children's Library, uma extensa coleção apresentada à biblioteca por seu proprietário Lloyd E. Cotsen em 1997.
As coleções especiais também incluem o manuscrito autografado de O Grande Gatsby de F. Scott Fitzgerald, os documentos de Mario Vargas Llosa, os documentos de Toni Morrison e o Longo Telegrama de George F. Kennan. Outra coleção notável é um fragmento em pergaminho de uma Bíblia de Gutenberg original.
Desde a década de 1970, a biblioteca tem coletado efêmeros latino-americanos e espanhóis para documentar, com fontes primárias não governamentais, os desenvolvimentos políticos, um raro foco em adquirir sistematicamente esses materiais. No início de 2015, o Arquivo Digital de Efêmeros da América Latina e do Caribe se tornou disponível, graças a uma doação do Conselho de Recursos de Bibliotecas e Informações. Isso expandiu o acesso a alguns dos itens que não haviam sido previamente catalogados em subcoleções  e microfilmados.
A biblioteca também contém um centro de dados de ciências sociais e uma variedade de serviços bibliotecários.